# ヴェルジェーモリ
ヴェルジェーモリ（伊: Vergemoli）は、イタリア共和国トスカーナ州ルッカ県ファッブリケ・ディ・ヴェルジェーモリにある分離集落（フラツィオーネ）。
かつては独立した自治体（コムーネ）であったが、2014年1月1日、ファッブリケ・ディ・ヴァッリコと合併し、新自治体の一部となった。

## 地理

### 位置・広がり
ルッカ県中部、ガルファニャーナ地方 (it:Garfagnana) に位置する。

#### 隣接コムーネ
コムーネとしてのヴェルジェーモリは、以下のコムーネと隣接していた。
- ファッブリケ・ディ・ヴァッリコ
- ガッリカーノ
- モラッツァーナ
- ペスカーリア
- スタッツェーマ